# Ostrander Lake
Ostrander Lake is een klein bergmeer in het Yosemite National Park in de Amerikaanse staat Californië. Het ligt op ongeveer 16 kilometer afstand van de Yosemite Valley en 16 km van het Badger Pass-skigebied.
Ostrander Lake is de primaire bron voor Bridalveil Creek die de Bridalveilwaterval voorziet van water.
De wandelroute naar Ostrander Lake is lang (20 km op en neer) en zwaar. Het meer is in de zomer een goede bestemming voor rugzaktoeristen die de wildernis in willen trekken. Het meer is tevens een populaire bestemming voor langlaufers in de winter. 
Bezienswaardigheden: Bridalveil Fall · Cathedral Lakes · Cathedral Peak · Chilnualna Falls · Clouds Rest · El Capitan · Emerald Pool · Glacier Point · Grand Canyon of the Tuolumne · Grizzly Giant · Half Dome · Hetch Hetchy · Horsetail Fall · John Muir Trail · Mariposa Grove · Merced Grove · Merced River · Mount Conness · Mount Dana · Mount Lyell · Mount Starr King · Nevadawaterval · Ostrander Lake · Pacific Crest Trail · Sentinel Dome · Sentinel Rock · Tenaya Canyon · Tenaya Lake · Tunnel View · Tuolumne Grove · Tuolumne Meadows · Tuolumne River · Vernalwaterval · Wawona Tunnel Tree · Yosemite Valley · Yosemitewaterval

Bebouwing: Ahwahnee Hotel · Badger Pass Ski Area · Camp 4 · Curry Village · Glacier Point Hotel · Housekeeping Camp · LeConte Memorial Lodge · Pioneer Yosemite History Center · Rangers' Club · Parsons Memorial Lodge · Wawona · Wawona Hotel · Yosemite Valley Chapel · Yosemite Valley Lodge · Yosemite Village

Vervoer: SR 41 · SR 120 · SR 140 · Wawona Tunnel · Yosemite Area Regional Transportation System

Personen: Ahwahnechee · Chief Tenaya · Frederick Law Olmsted · Galen Clark · John Conness · John Muir · Sierra Miwok · Stephen Mather · Robert Underwood Johnson